# Neuer jüdischer Friedhof (Piotrków Trybunalski)
Koordinaten: 51° 25′ 12,7″ N, 19° 41′ 53,9″ O

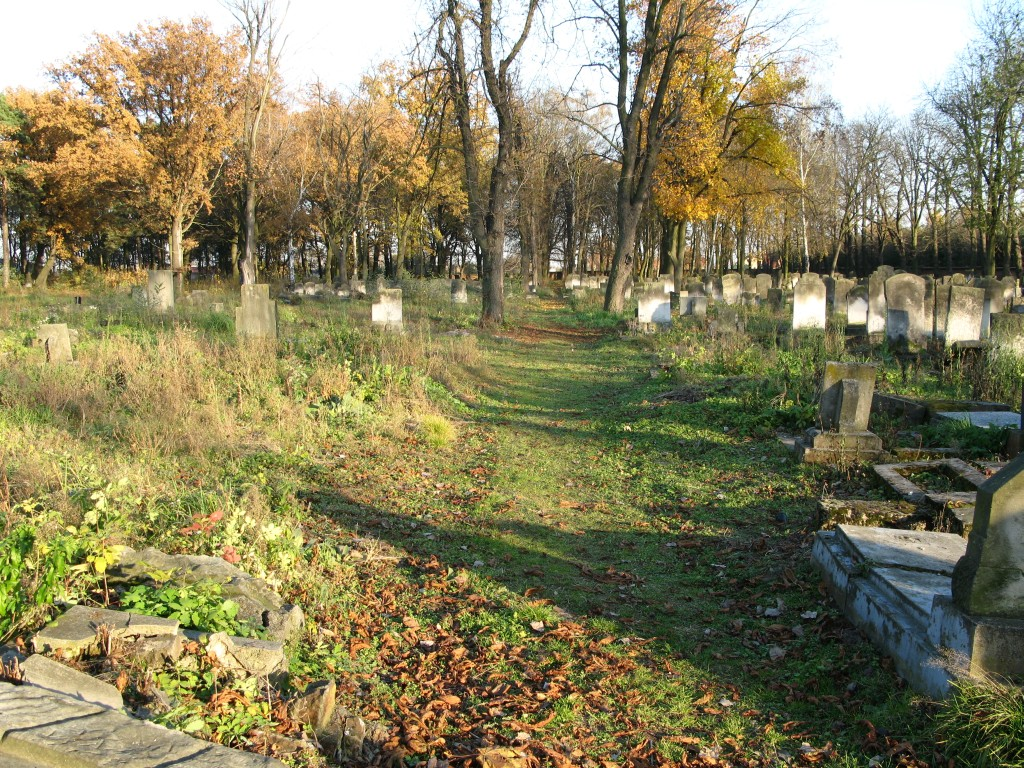
Jüdischer Friedhof in Piotrków Trybunalski

Der Neue jüdische Friedhof in Piotrków Trybunalski (deutsch Petrikau), einer polnischen Stadt in der Woiwodschaft Łódź, wurde 1791/92 angelegt. Der Jüdische Friedhof mit der Adresse ul. Spacerowa 93 ist seit 1989 ein geschütztes Kulturdenkmal.
Während des Zweiten Weltkriegs wurde der Friedhof von den deutschen Besatzern verwüstet.
Auf dem 3,5 Hektar großen Friedhof, der von einer Backsteinmauer eingefriedet wird, sind noch über 3500 Grabsteine erhalten, der älteste wurde 1794 aufgestellt. Die Grabinschriften sind in Hebräisch, Jiddisch, Polnisch, Deutsch und Russisch. 

## Bestattete Persönlichkeiten
- Chaim David Bernhard (1758–1858), Rabbiner